# 伊日·哈耶克
伊日·哈耶克（捷克語：Jiří Hájek；1913年6月6日—1993年10月22日），捷克斯洛伐克的政治家和外交家，曾先后担任驻英国大使、教育部长、外交部长。1977年他是七七宪章的发起成员之一。1989年之后曾担任亚历山大·杜布切克的顾问。1993年因癌症病逝。